# Palazzo Da Cintoia
Palazzo Da Cintoia è un edificio storico del centro di Firenze, situato all'angolo tra via della Vigna Vecchia 2 e via Isola delle Stinche, con una cantonata affacciata su piazza San Simone.
Il palazzo appare nell'elenco redatto nel 1901 dalla Direzione Generale delle Antichità e Belle Arti, quale edificio monumentale da considerare patrimonio artistico nazionale.

## Storia

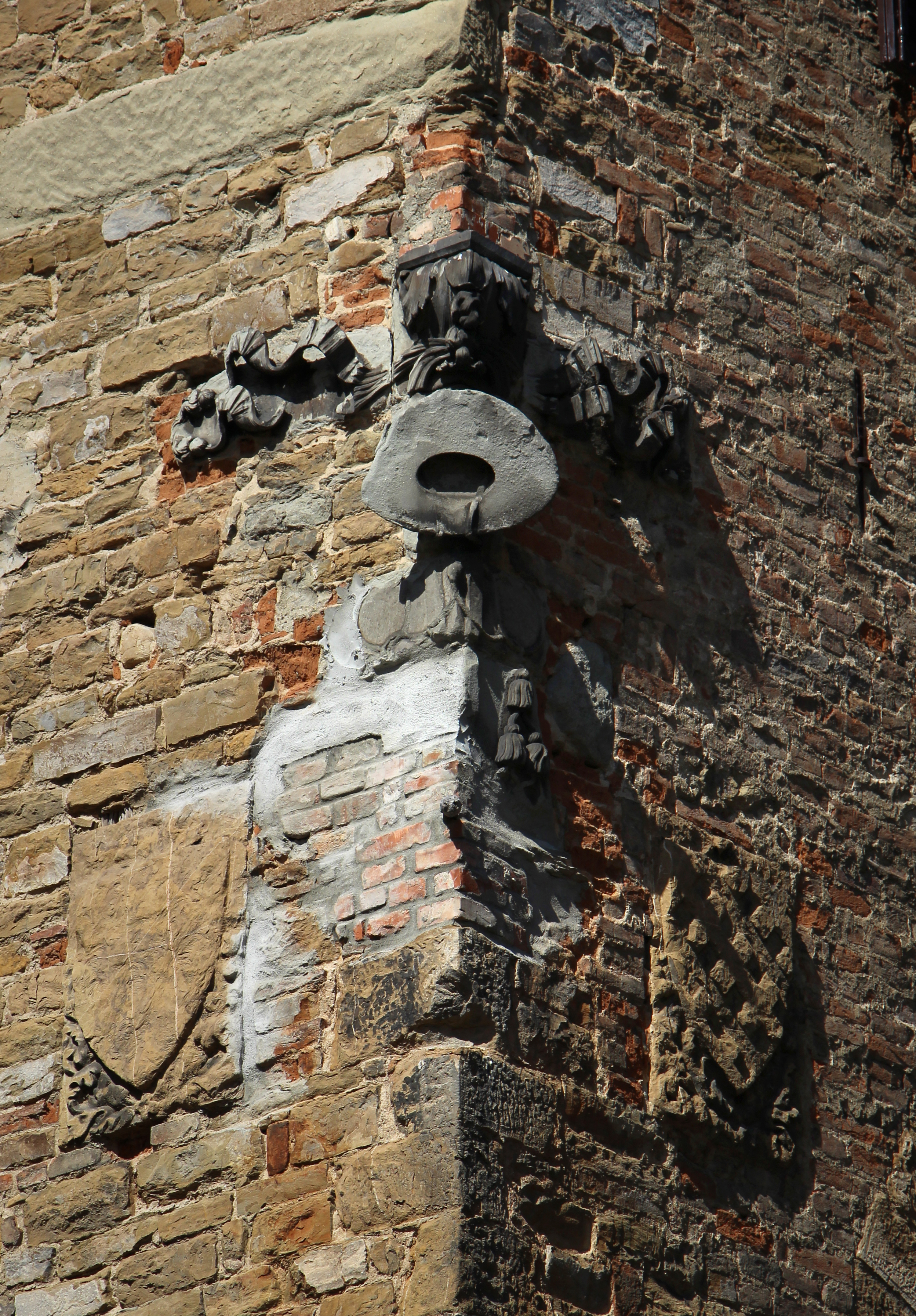
Stemmi sulla cantonata

Fu costruito nel Trecento per la nobile famiglia dei Da Cintoia, possessori di un castello in Val di Greve. Risale a quell'epoca l'ordinata fila di mensole con sporti a sesto acuto.
Il palazzo passò nel 1434 a Roberto di Marco Salviati, la cui famiglia aveva altre numerose proprietà nella zona di via Ghibellina e, sulla fine del secolo, venne venduto ai Bentivoglio di Bologna, esuli a Firenze. Nel 1511 Jacopo di Giovanni Salviati ricomprò l'edificio per 600 fiorini d'oro dal procuratore dei Bentivoglio.
Nella seconda metà del Settecento il palazzo venne poi allivellato a Pier Maria Serrati che più tardi lo acquistò. Nell'Ottocento il palazzo era in vendita e fu selezionato da Herbert Percy Horne tra i possibili candidati a ospitare la sua ricca collezione di arte e arredi antichi, ma gli fu preferito il palazzo Corsi in via de' Benci perché più aerato e situato su una via più trafficata, dove oggi sorge appunto il Museo Horne.
Il palazzo, già sede della Società Anonima Edificatrice (alla quale si deve un intervento di restauro negli anni venti del Novecento), denuncia attualmente un certo abbandono, non essendo più stato interessato da lungo tempo, almeno sui prospetti, da interventi di manutenzione e recupero.

## Descrizione

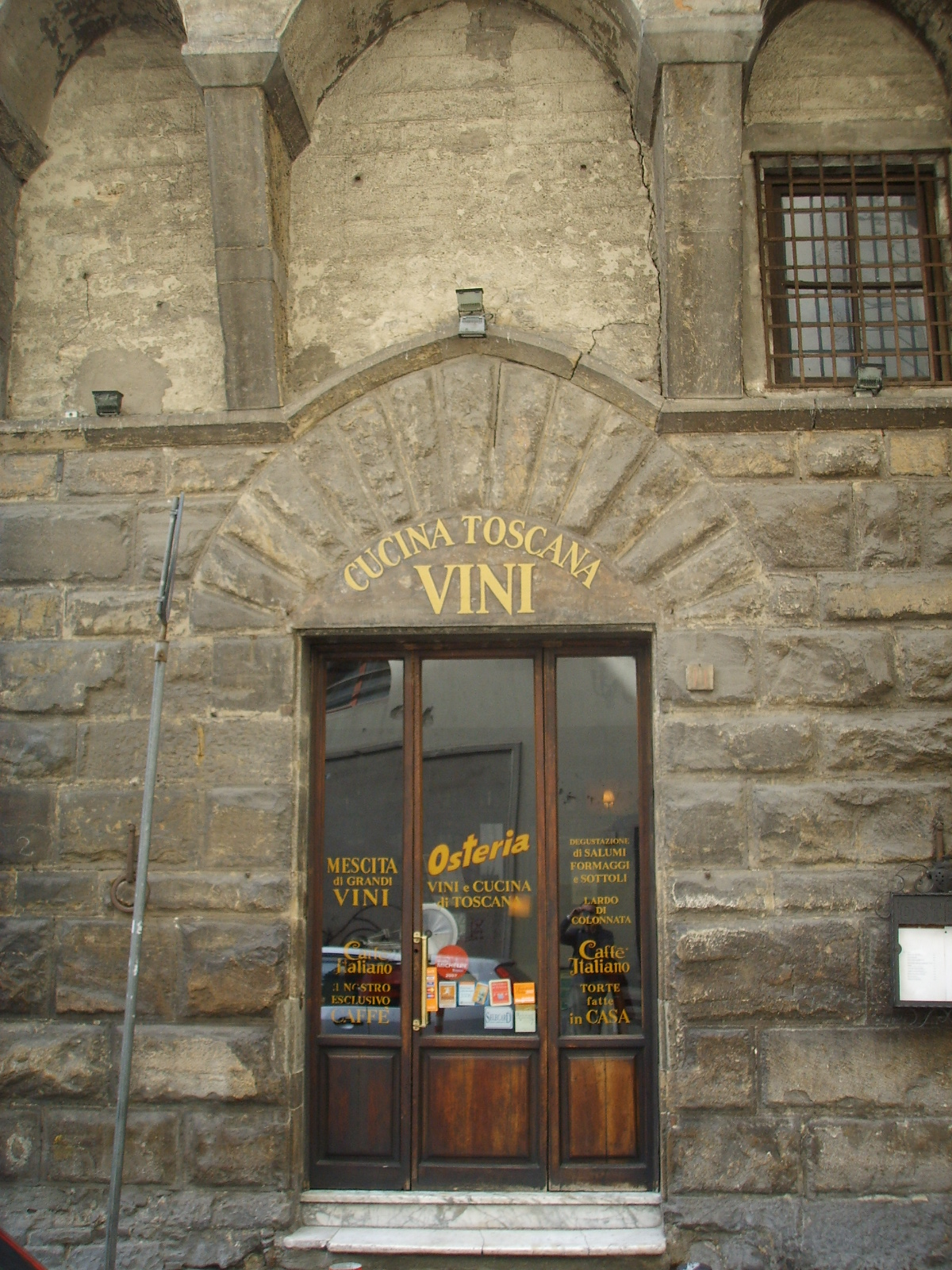
Il portale

L'edificio, che si impone tra i più interessanti esempi di palazzo medioevale tra quelli conservati, era un tempo gratificato di una visuale ben più ampia dell'attuale visto che laddove ora sorge uno dei prospetti del teatro Verdi si estendevano, bassi, i lavatoi della città.
Nell'insieme l'edificio mantiene i caratteri propri delle nobili architetture civili fiorentine del Trecento con, sul fianco di via dell'Isola delle Stinche, l'aggetto sulle mensole e i tipici sporti per le botteghe, attualmente occupati da un ristorante. In pietra a vista, tipica dell'architettura medievale, ha bozze squadrate regolari fino al primo piano e filaretto ai piani superiori. Numerose sono aperture, originariamente ad e oggi squadrate mantenendo traccia delle ghiere.
Delle varie proprietà serbano memoria i vari scudi sui fronti: con l'arme dei da Cintoia sulla parte di via della Vigna Vecchia (così la letteratura ma allo stato attuale l'arme è illeggibile), dei Salviati su via Isola delle Stinche (bandato doppiomerlato d'argento e di rosso), sulla cantonata già quello dei Bentivoglio, arricchito da nastri svolazzanti e cappello cardinalizio, oggi non più in loco.
La letteratura segnala inoltre l'atrio e le scale come "dell'epoca", e Mazzino Fossi (1968) precisa che "a tutti i piani della scala sono porte trecentesche con stemmi". In realtà la maggior parte degli stemmi appartiene alla Società Edificatrice, quindi sono databili agli anni 1940/1950, (a parte uno stemma Salviati su un portale al piano terra) in stile neomedievale, così come sono probabilmente abbellimenti in stile (basati forse su elementi antichi) la mensola che regge un arco con doccione e la scalinata con balaustra in pietra e leoncino nell'atrio. Qui si trovano anche un affresco con la Madonna col Bambino tra impalcature della Società edificatrice, che documenta il momento della ricostrizione postbellica, e un busto del senatore Carlo Torrigiani, apposto dal suo discendente Pietro, con una lapide del 1899:
| IL MARCHESE_ PIETRO TORRIGIANI _SENATORE DEL _REGNO SINDACO DI FIRENZE TENENDO OGGI LA PRESIDENZA DELLA SOCIETÀ ANONIMA EDIFICATRICE DONAVA QUESTO BUSTO DEL MARCHESE CARLO TORRIGIANI _FONDATORE DELLA ISTITU- ZIONE BENEFICA COMMEMORANDOSI DAL CONSIGLIO DIRET- TIVO IL CINQUANTESIMO _ANNIVERSARIO _DELL’ ANIMOSA INIZIATIVA PER LA QUALE _LE CLASSI _MENO _AGIATE EB- BERO ABITAZIONI _SALUBRI A MODICA _PIGIONE XX APRILE __MDCCCXLIX ___ MDCCCXCIC |

## Bibliografia

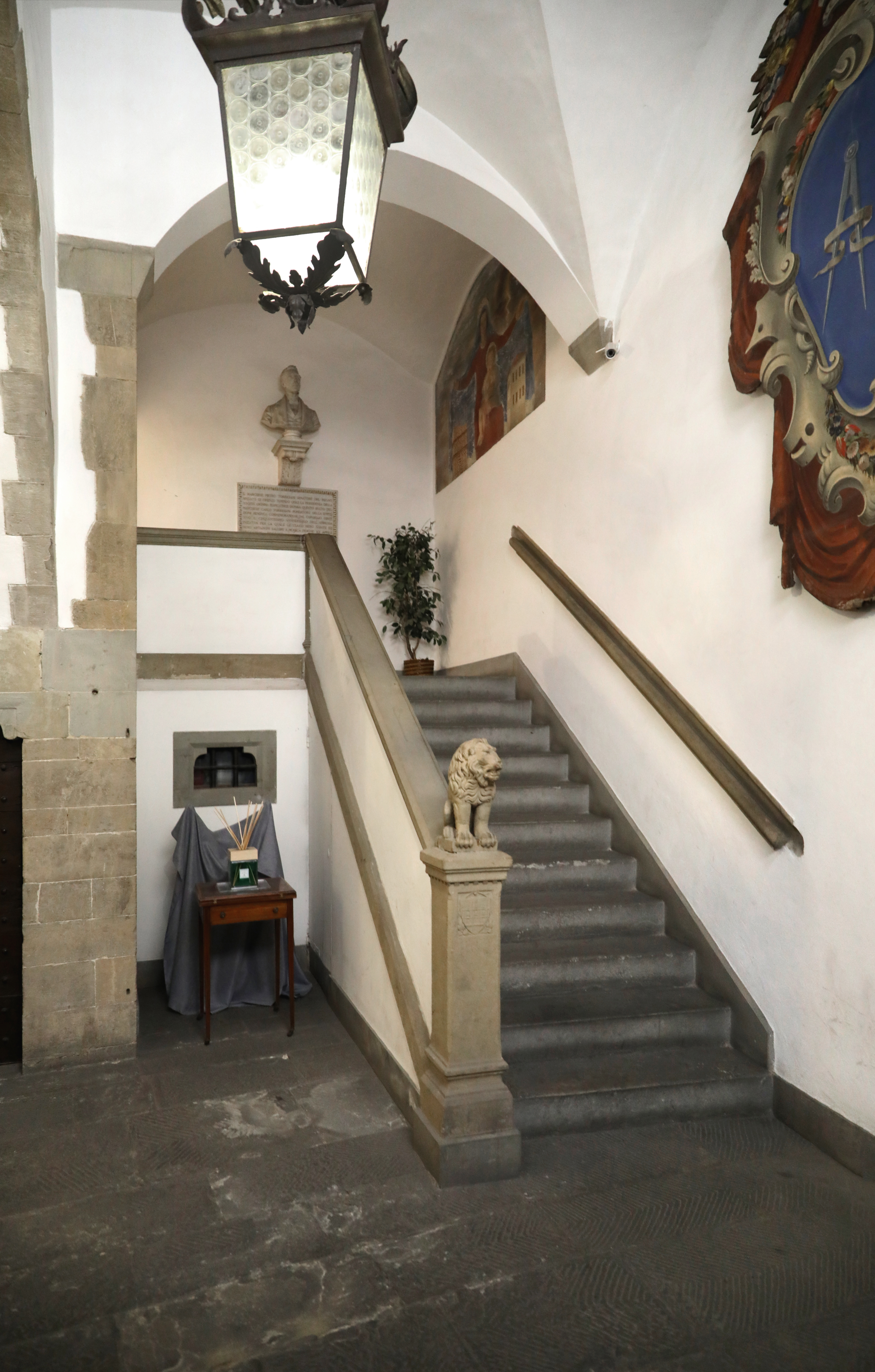
L'atrio